# Ингельберг, Валентин Александрович

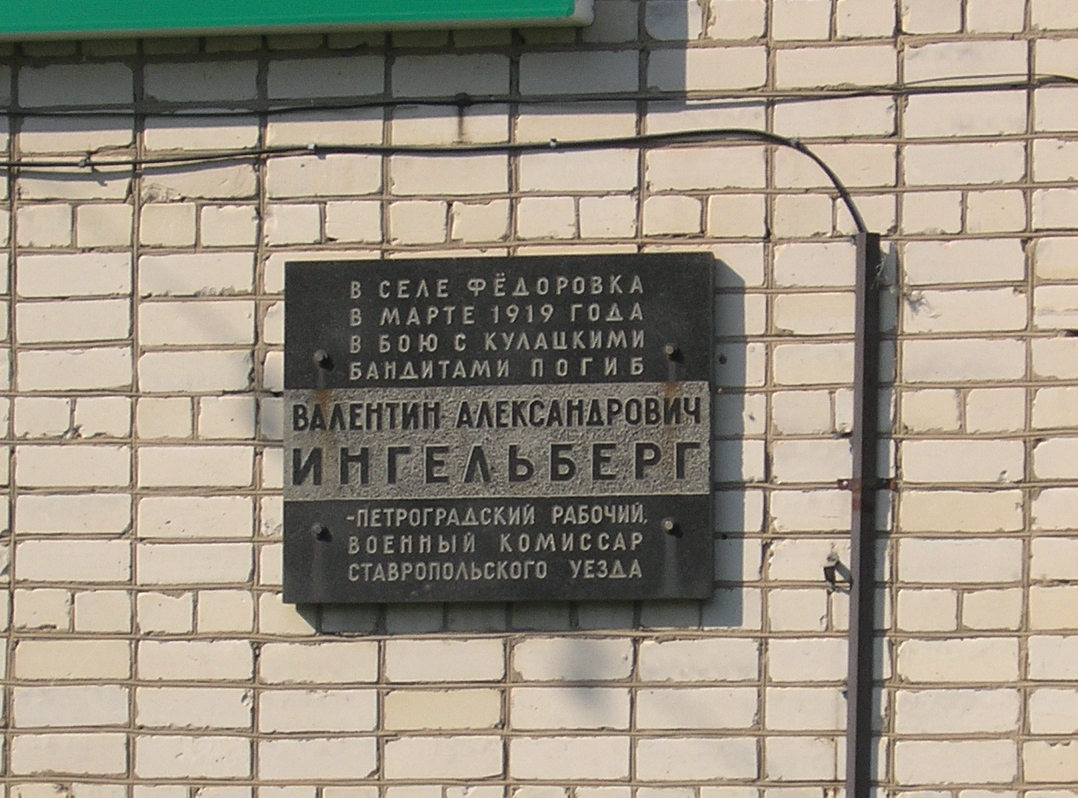
Памятная доска в городском округе Тольятти

Валентин Александрович Ингельберг (1893 — 1919) — петроградский рабочий, военный комиссар Ставропольского уезда Самарской губернии в годы Гражданской войны.

## Биография
Родился в 1893 году.
Работал в издательстве «Красная газета» в качестве технического корректора журналов под руководством М. М. Володарского — наркома по делам печати.
В 1918 году в составе 1-го Петроградского продотряда Ингельберг прибыл в Самару. 20 ноября 1918 года был избран товарищем председателя исполкома Ставропольского Совета и назначен Ставропольским районным военкомом. Одновременно Ингельберг был редактором газеты «Ставропольская беднота». 
Должность военкома исполнял до 27 февраля 1919 года, его сменил Майковский. 
С 5 по 13 марта 1919 года Ставропольский уезд был охвачен чапанным мятежом. Ингельберг погиб в селе Фёдоровка (ныне городской округ Тольятти Самарской области) 9 марта в перестрелке с чапанщиками. 
В газете «Ставропольский коммунар» был опубликован некролог о гибели Валентина Ингельберга:

«Сегодня состоятся похороны т.т. красноармейцев и военного комиссара тов. Ингельберга, павших в бою с восставшими бандитами 9 марта при наступлении на деревню Федоровка. Вынос тел из дома Дудкина в 3 часа дня.
Вр. И.О. Предревкома И. Румянцев»

Брат — Ингельберг, Александр Александрович (1895—1941) — также участник революции и гражданской войны в России. Был в июле 1919 года председателем закупочной комиссии гужевого транспорта Ставропольского уездного военкомата.

## Память
- В 1970 году в п. Фёдоровка Самарской области Ингельбергу была установлена памятная доска, которая находится на доме по улице Ингельберга (которая была так названа Решением Тольяттинского Горисполкома в 1967 году).